# Paoo
Paoo, más conocido en Lifou como Fao qatr (el viejo Fao), nacido a principios del siglo XIX en la isla de Aitutaki, de las Islas Cook, y muerto en 1860, fue uno de los primeros indígenas de Nueva Caledonia en convertirse al cristianismo en la década de 1820.

## Biografía
Primero siguió las enseñanzas de los misioneros tahitianos de la Sociedad Misionera de Londres (Papeiha, Vahineino, Vahapata...) que se habían establecido allí desde 1821. En 1838 se unió a ellos Henry Royle.
En 1840, se decidió enviar a Paoo a completar su formación en el nuevo Colegio Teológico de Takamoa (Rarotonga, creado en 1839) para que pudiera convertirse en misionero. Según algunas versiones, esta salida también se debe a algunas preocupaciones familiares de Paoo.
Tras completar su formación y dejar a su mujer y a sus hijos, llegó en abril de 1842 a la isla de Maré (Islas de la Lealtad). Allí permaneció hasta julio del mismo año, cuando llegó a la isla de Lifou en piragua. Le acompañaba otro misionero, Zakaria, de origen corotongiano (Arorangi), y tonganos que viven en Maré desde hace muchos años. Llegan al sur de la isla en Ahmelewedr, donde viven otros tonganos (el clan Angetre Tonga, la cacicazgo Lössi). Son recibidos por Bula, el angajoxu (gran jefe) de los Lösi. Los dos hombres comenzaron su trabajo de enseñanza y evangelización. Después del despido de Zakaria en mayo de 1845, un poco demasiado «femenino» al gusto de los pastores Murray y Turner que visitaron la isla, Paoo permaneció en Lifou. Durante la guerra civil de Lösi en 1848-1849, ligada a la sucesión de los angajoxu, tuvo que refugiarse en Maré varios meses antes de acordarse de los lifonianos una vez que la calma había vuelto. Esta vez se instaló en We de las islas La Lealtad. Se dice que se casó con un ángel de Tonga llamado Imele, con quien tuvo dos hijas.
En 1859, se le unieron los pastores Mac Farlane y Baker —este último fue reemplazado por Sleigh unos meses más tarde—, mientras que la misión católica del padre Jean Baptise Favre se había establecido en el norte de la isla desde 1858.
Paoo murió en 1860 sin haber regresado a las Islas Cook. Poco antes de morir, dijo a sus dos hijas: E kimi korua I te enua ko Aitutaki te ngai no reira mai au («Ve a buscar la isla de Aitutaki, el lugar de donde soy originario»). Está enterrado en Qanono.
Los descendientes de Paoo todavía viven en las Islas Cook. Algunos de ellos fueron a Lifou en marzo de 2002 para celebrar el 160º aniversario de la llegada del Evangelio.